# Луцій Фабій Юст
Лу́цій Фа́бій Юст (лат. Lucius Fabius Iustus; 69 — після 112) — військовий та державний діяч Римської імперії, консул-суффект 102 року.

## Життєпис
Про родинну мало відомостей. Ймовірно пройшов усі ступені cursus honorum, став сенатором. Зробив чудову кар'єру за імператора Траяна. У 96—97 роках був легатом. У 102 році його призначено консулом-суффектом разом з Луцієм Юлієм Урсом Сервіаном.
З 105 до 108 роках як імператорський легат—пропретор керував провінцією Нижня Мезія. Взяв активну участь у війні 105–106 років проти даків. У 108–112 роках імператорський легат у провінції Сирія. Луцій Фабій помер або у 112 році, або трохи пізніше.
Йому присвячена книга «Діалог» Тацита.